# Tri-ethylcitraat
Tri-ethylcitraat is een ester van ethanol en citroenzuur, met als brutoformule C12H20O7. Het is een olieachtige vloeistof met een onaangename geur die iets bruinig van kleur is en gedeeltelijk oplost in water.

## Synthese
Tri-ethylcitraat wordt bereid door ethanol en citroenzuur met elkaar te laten reageren. Hierbij wordt een katalysator toegevoegd, dit is meestal een sterk zuur zoals zwavelzuur.

## Toepassingen
Tri-ethylcitraat wordt gebruikt als additief in de voedingsindustrie onder het E-nummer E1505. Het wordt in de polymeerchemie gebruikt als weekmaker.